# João Vítor de Oliveira
João Vítor de Oliveira, também conhecido como João da Barreira (Marília, 15 de maio de 1992) é um atleta Olimpico brasileiro na modalidade 110 metros com barreiras.
Foi recordista sul-americano juvenil (sub-19) da prova dos 110 metros com barreiras (13.68 s).

## Carreira
João Vítor iniciou a sua carreira em 2004 na escola de atletismo do Jadel Gregório em Marília, em seguida passou a integrar a Equipe SEL/Marília, representando o município nos Jogos Regionais e no Campeonato Paulista. No ano de 2008 foi contratado pela Equipe Rede Atletismo, sediada na cidade de Bragança Paulista. Em 2011 se transferiu para a Equipe ASA - Associação Sambernardense de Atletismo de São Bernardo do Campo. Atualmente treina na Universidade San Diego Mesa College, na Califórnia, onde é treinado pelo ex-atleta Zequinha Barbosa. Participou do 13th IAAF World Junior Championships em Moncton, Canadá. No dia 28 de julho de 2015 completou os 110 metros com barreiras do Meeting de Tábor, na República Tcheca, em 13s47, alcançando, exatamente, o índice para competir nos Jogos Olímpicos de 2016. Participou do IAAF World Championships 2015 em Pequim, China, terminou como 18.º melhor dos 110m com barreiras, com o tempo de 13s45, que foi o melhor de sua carreira, ratificando o índice olímpico

## Melhores marcas
| Distância                          | Tempo   | Local                              |
| ---------------------------------- | ------- | ---------------------------------- |
| 110 metros com barreiras           | 13.45 s | Pequim, China (27 agosto 2015)     |
| 110 metros com barreiras (99,0 cm) | 13.68 s | Piracicaba, Brasil (10 abril 2011) |
| 400 metros com barreiras           | 51.28 s | São Paulo, Brasil (02 junho 2012)  |

## Títulos
- 2015: Campeão Sul-Americano Adulto[12]
- 2015: Medalha de ouro no Troféu Brasil de Atletismo[13]
- 2012: Campeão Sul-Americano Sub-23[14]
- 2012: Medalha de bronze no Troféu Brasil de Atletismo[15][16]
- 2012: Tricampeão Brasileiro Sub-23[17]
- 2011: Medalha de bronze no Pan American Junior Athletics Championships[18][19]
- 2011: Campeão Sul-Americano Juvenil[20]
- 2011: Bicampeão Brasileiro Sub-23[21]
- 2011: Bicampeão Brasileiro Juvenil[22]
- 2010: Medalha de bronze no Troféu Brasil de Atletismo[23]
- 2010: Campeão Brasileiro Sub-23[24]
- 2010: Campeão Brasileiro Juvenil[25]
- 2009: Campeão das Olimpíadas Escolares (Octatlo)[26]
- 2009: Campeão Brasileiro Menor (Octatlo)[27]

## Treinadores
| Nomes                             | Clubes                                                       | Anos      |
| --------------------------------- | ------------------------------------------------------------ | --------- |
| Luiz Carlos Albiéri (Esquilo)     | SEL/Marília                                                  | 2006-2007 |
| Alecsandro Ramos da Silva (Lecão) | SEL/Marília                                                  | 2006-2007 |
| Hebe Scolfaro                     | Rede Atletismo                                               | 2008-2010 |
| Hebe Scolfaro                     | ASA - Associação Sambernardense de Atletismo                 | 2011-2014 |
| Zequinha Barbosa                  | Associação dos Amigos do Atletismo de Ribeirão Preto (AAARP) | 2014-2015 |
| Zequinha Barbosa                  | Esporte Clube Pinheiros                                      |           |